# Manfred Hößl
Manfred Hößl (* 18. Februar 1955 in Bayreuth) ist ein deutscher Kirchenmusiker und Herausgeber von Musikeditionen.

## Leben
Hößl studierte Kirchenmusik an der Fachakademie für ev. Kirchenmusik in Bayreuth, wo er die C-Prüfung ablegte. Er setzte seine Ausbildung fort an der Fachakademie für kath. Kirchenmusik in Regensburg und schloss mit dem B-Examen ab.
Er wirkte als Orgellehrer in der Diözese Passau und als Kirchenmusiker in Burghausen. Seit 1988 ist er Kirchenmusiker in Neumarkt-Sankt Veit. Hößl konzertiert regelmäßig auf der Orgel. Seit 2020 ist er in Rente und wohnt in Tüßling.
Neben seiner Tätigkeit als Kirchenmusiker ist er als Herausgeber von Chor- und Orchestermusik tätig. Sein Spezialgebiet ist dabei die süddeutsche Kirchenmusik des 19. Jahrhunderts. Aber auch viele Instrumentalmusik wird von ihm bearbeitet. Auch das Barock ist immer reichlicher vertreten.
Seit 2008 erstellt er einen großen Teil des Notenmaterials für den Simon Mayr Chor und Franz Hauck. Bisher unveröffentlichte Werke vor allem von Mayr und Donizetti werden hier konzertant aufgeführt und von Naxos als CD publiziert.
Seine Noten bietet er kostenlos als Finale-Dateien übers Internet an und ist deswegen ein wichtiger Vertreter der Free-Sheet-Music-Bewegung.